# Juuuport

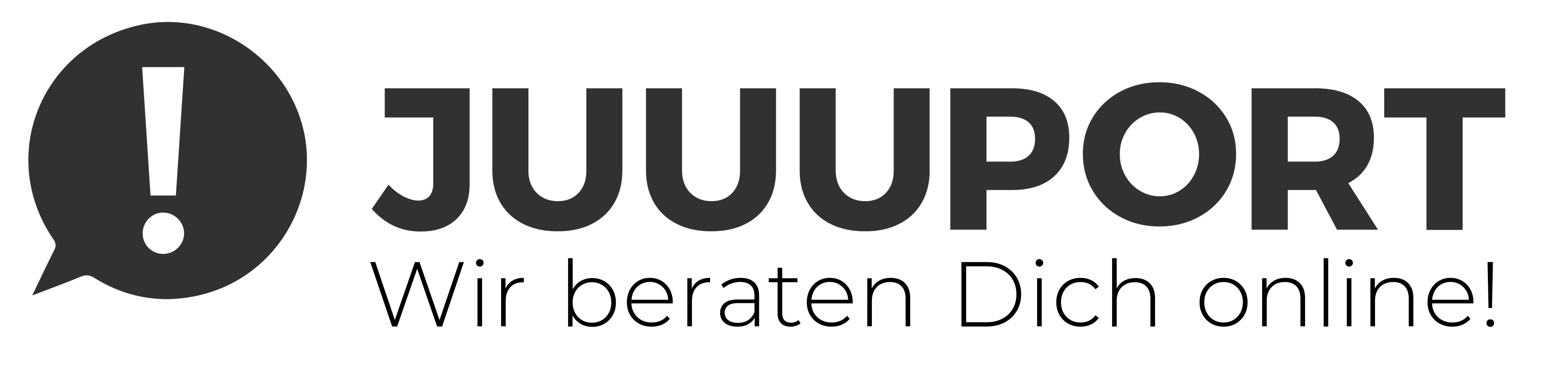
Logo von Juuuport e. V.

Juuuport e. V. (Eigenschreibweise: JUUUPORT) ist ein gemeinnütziger Verein, der junge Leute bei Cybermobbing und anderen Problemen im Netz unterstützt und sich für einen respektvollen Umgang in der Onlinekommunikation einsetzt. Der Verein bildet junge Menschen zwischen 14 und 24 zu Juuuport-Scouts aus, die sich beim Projekt Juuuport engagieren.

## Organisation
Juuuport.de wird in erster Linie von den ehrenamtlichen Juuuport-Scouts betreut, die Gleichaltrige bei Problemen im Internet (beispielsweise bei Cybermobbing, Internetbetrug oder Datenschutzfragen) beraten. Das Beratungsangebot richtet sich an Jugendliche. Die vertrauliche Onlineberatung erfolgt über ein Beratungsformular, bei dem lediglich das Geburtsjahr angegeben werden muss, oder über die datenschutzkonforme Messenger-Beratung via WhatsApp. Bei ihrer Beratungstätigkeit werden die JUUUPORT-Scouts in schwierigen Fällen von erwachsenen Experten unterstützt. Die Experten kommen aus den Bereichen Onlineberatung, Prävention, Pädagogik und Recht. Auf Juuuport.de gibt es umfangreiche Online-Ratgeber zu den Hauptgefahren im Internet, Meldungen zu aktuellen Online-Themen sowie hilfreiche Infomaterialien. 
Die Juuuport-Scouts sind zwischen 14 und 24 Jahre alt und beraten ehrenamtlich, sie erhalten aber von Experten eine spezielle Schulung mit einem Schwerpunkt auf den Themen Urheberrecht, Cybermobbing und Online-Beratung. Initiiert wurde Juuuport von der Niedersächsischen Landesmedienanstalt (NLM). Träger von Juuuport ist seit 2015 der gemeinnützige Verein Juuuport e. V.; Zweck des Vereins ist die Bildung und Erziehung junger Menschen im kompetenten und verantwortungsvollen Umgang mit neuen Medien. Getragen wird der Verein von den Landesmedienanstalten Niedersachsen, Bremen, Baden-Württemberg, Mecklenburg-Vorpommern, Nordrhein-Westfalen, Rheinland-Pfalz sowie Hessen als ordentliche Mitglieder.
Zwischen 2017 und 2019 gab es das Projekt Werte leben – online. Dieses war ein bundesweites Online-Projekt, bei dem sich die Juuuport-Scouts für mehr Respekt, Toleranz und Mitgefühl im Netz starkmachten. In Social-Media-Aktionen und Online-Seminaren vermittelten sie diese Werte an andere junge Menschen.
Von Januar 2021 bis Dezember 2022 hat Juuuport e. V. die Rat- und Hilfeplattform jugend.support betreut, die sich an Kinder und Jugendliche ab 12 Jahren richtete. Im Dezember 2022 wurde das Projekt beendet. Wesentliche Bestandteile von jugend.support (z. B. das Meldeformular) wurden im Jahr 2023 in das Angebot von Juuuport integriert.

## Angebote

### Online-Beratung
Jugendliche und junge Erwachsene, die Beratung oder Hilfe benötigen, können sich über das Website-Formular auf Juuuport.de weitestgehend anonym (nur das Geburtsjahr muss angegeben werden) an die Scouts wenden.
Seit 2020 bietet Juuuport eine Messenger-Beratung via WhatsApp an.

### Online-Seminare
Juuuport bietet kostenlose Online-Seminare für Schulklassen, Jugendclubs und alle Interessierten an. In den Online-Seminaren klären die Scouts gleichaltrige Jugendliche und junge Erwachsene über verschiedene Netz-Phänomene auf. Juuuport bietet Online-Seminare zu den folgenden Themen an:
- Cybermobbing
- Hass im Netz
- WhatsApp-Stress
- Fake News in Zeiten von Corona
- Privatsphäre im Web
- Respektvoll in Online-Games

## Auszeichnungen
Juuuport erhielt 2010 den 1. Preis in der Kategorie „Weiterqualifizierung von Internetnutzern“ im Wettbewerb Wege ins Netz 2010 des Bundesministeriums für Wirtschaft und Technologie (BMWi).

„JUUUPORT – Web-Selbstschutzplattform von Jugendlichen für Jugendliche hat sich in der Kategorie "Kenntnisse vertiefen und erweitern: Internetnutzer weiterqualifizieren" durchgesetzt. Auf der Webplattform helfen qualifizierte Junior-Scouts anderen Jugendlichen bei Fragen und Problemen im Netz, zum Beispiel wenn es um Cyber-Mobbing oder rechtswidrige Online-Inhalte geht.“

Im Juni 2011 wurde das Projekt mit dem „klicksafe Preis für Sicherheit im Internet“ in der Kategorie Webangebote ausgezeichnet.

„Das Portal informiert junge Onlinenutzer über alle Aspekte der Internetsicherheit. Zum Beispiel werden hier von Abzocke oder Mobbing Betroffene von den ausgebildeten Juuuport-Scouts (Jugendlichen und junge Erwachsene im Alter von 16 bis 21 Jahren) beraten. Die ... Fachjury rückt in ihrer Begründung insbesondere die Grundidee und die hohe Zielgruppenorientierung der Plattform in den Vordergrund: "Medienaffine und medienpädagogisch ausgebildete junge Menschen  helfen anderen Jugendlichen. Dadurch wird ein niedrigschwelliger Austausch zwischen den Jugendlichen gefördert".“

2013 erhielt Juuuport den Schutzbengel Award. 

„Auf der Internetplattform engagieren sich Jugendliche zwischen 15 und 21 Jahren bundesweit ehrenamtlich als Onlineberater für einen respektvollen Umgang im Netz und eine sichere Internetnutzung. Die jungen Initiatoren arbeiten an einem bundesweiten Scout-Netzwerk, geben Workshops zur Internetsicherheit, Cybermobbing und sozialen Netzwerke. Sie wollen grundsätzlich aufzeigen, dass Jugendliche sich für ihre Rechte und Pflichten im Internet interessieren und sich gemeinsam stärken können. Da sich Kinder und Jugendliche mit ihren Problemen im Netz seltener an Erwachsene wenden und es gleichzeitig aber einen hohen Hilfebedarf gibt, ist das Hauptanliegen der jungen Scouts, anderen Jugendlichen eine Beratung auf Augenhöhe und ohne erhobenen Zeigefinger zu bieten.“

Im November 2013 erhielt Juuuport eine besondere Anerkennung beim Dieter Baacke Preis.
Im März 2014 wurde Juuuport mit dem Deutschen Bildungsmedien-Preis „digita“ in der Kategorie „Privates Lernen über 10 Jahre“ ausgezeichnet.

„Das nüchtern gestaltete Internetangebot überzeugt in seinem Ansatz als jugendorientierte Informations- und Beratungsplattform, die sich formal und inhaltlich deutlich abhebt von Social Communities. Sie wird durch ihren unkomplizierten Aufbau den unterschiedlichen Interessen der Jugendlichen gerecht. Der „Selbstschutz im Internet“ wird von jugendlichen Scouts kompetent und authentisch praktiziert. Die nicht einfache Gratwanderung zwischen Zielgruppenansprache und inhaltlicher Qualität gelingt den Scouts durchweg hervorragend.“

2018 erhielt Juuuport in der Sonderkategorie Jugend für den Rap „Datenschutz unter Artenschutz“ des Juuuport-Scouts Kevin den Datenschutz-Medienpreis und das Comenius-Siegel in der Kategorie Medienbildung.
Im August 2019 wurde Juuuport.de von der Stiftung „Mobbing stoppen! Kinder stärken!“ mit dem „Du bist richtig!“-Award ausgezeichnet.
Scout Fabian wurde 2019 für sein ehrenamtliches Engagement bei Juuuport mit dem Sonderpreis des Leinesterns ausgezeichnet. Der Preis ehrt Menschen, die sich für das gute Miteinander und für den sozialen Zusammenhalt in unserer Gesellschaft einsetzen.
2021 wurde Juuuport.de von GoVolunteer mit dem Siegel für „Ausgezeichnetes Engagement 2021“ ausgezeichnet. Mit dem Siegel für Ausgezeichnetes Engagement würdigt GoVolunteer soziale Projekte, die „vorbildliche Arbeit mit freiwilligen Helfer*innen leisten“.
2022 hat JUUUPORT den HanseMerkur Anerkennungspreis für Kinderschutz erhalten. Ausgezeichnet werden beim HanseMerkur Preis einzelne Personen, private Initiativen und Gruppen in Deutschland, die sich weitgehend ehrenamtlich und höchst engagiert sowie beispielhaft für die Belange von Kindern und Jugendlichen einsetzen. Dies kann im Bereich der psychosozialen, der medizinischen oder gesellschaftlichen Hilfe bzw. Vorbeugung geschehen.

## Belege
1. ↑  Christoph A. Fischer: Nachrichten Im Einsatz gegen Cyber-Mobbing: Juuuport berät "auf Augenhöhe" Nachrichten der Ortenau. In: bo.de. 3. Juni 2017, abgerufen am 9. August 2017.
2. ↑  Markus Dichmann: Cybermobbing - Trauigkeit, Wut und Isolation. In: Deutschlandfunk.de. 7. Februar 2017, abgerufen am 9. August 2017.
3. ↑  Werte Leben – online
4. ↑  jugend.support
5. ↑  Website-Formular
6. ↑  Messenger-Beratung via WhatsApp
7. ↑  Online-Seminare für junge Menschen
8. ↑   Pressemitteilung des Bundeswirtschaftsministeriums, bmwi.de, 8. September 2010 (Memento des Originals vom 11. August 2011 im Internet Archive)  Info: Der Archivlink wurde automatisch eingesetzt und noch nicht geprüft. Bitte prüfe Original- und Archivlink gemäß Anleitung und entferne dann diesen Hinweis.
9. ↑  Pressemitteilung von klicksafe. In: klicksafe.de, 22. Juni 2011
10. ↑  Pressemitteilung der Rummselsberger Diakonie. In: rummelsberger-diakonie.de, 22. Oktober 2013
11. ↑  Preisträger 2013, dieterbaackepreis.de, November 2013 (Memento des Originals vom 16. November 2014 im Internet Archive)  Info: Der Archivlink wurde automatisch eingesetzt und noch nicht geprüft. Bitte prüfe Original- und Archivlink gemäß Anleitung und entferne dann diesen Hinweis.
12. ↑  Aus der Würdigung der Jury, 26. März 2014 (Memento des Originals vom 8. April 2014 im Internet Archive)  Info: Der Archivlink wurde automatisch eingesetzt und noch nicht geprüft. Bitte prüfe Original- und Archivlink gemäß Anleitung und entferne dann diesen Hinweis.
13. ↑  Auszeichnungen. In: Juuuport. 10. Mai 2021 (juuuport.de [abgerufen am 10. Mai 2021]).